# Huaral (tỉnh)
Tỉnh Huaral (tiếng Tây Ban Nha: Provincia de Huaral) là một tỉnh thuộc vùng Lima của Peru. Tỉnh Huaral có diện tích 3656 km², dân số thời điểm theo điều tra dân số ngày 11 tháng 7 năm 1993 là 126025 người. Tỉnh lỵ đóng ở Huaral.